# 공군방공포병학교
공군방공포병학교(空軍防空砲兵學校, Air Defense Artillery School)는 대구광역시 수성구에 위치한 대한민국 공군의 군사 학교로서, 방공포병을 양성·교육하는 기관이다.

## 역사
대한민국 국방부는 한국 전쟁에서 얻은 경험에 따라 방공의 중요성을 인지하였다. 1957년 3월 1일에 오산 공군기지에서 고사포병 교육대가 창설되었다.
1971년 7월 4일 상무대에서 육군포병학교와 통합되었으나, 6년이 지난뒤 1977년 10월 10일 방공학교로 분리되었다. 이후 대구광역시 수성구로 터를 옮겼다.
방공 식별 구역에서의 효율적인 통합 영공방위능력을 위해 국방부는 1991년 7월 1일에 방공포병학교를 육군에서 공군으로 전군하였다.

## 교육과정
방공포병 보직을 받은 장교, 부사관, 병사는 이곳에서 방공포병 양성을 위한 교육을 받는다. 대공포 운용, 단거리·중거리·장거리 유도무기 운용, 방공유도무기정비로 특기가 나눠지며 교육 후 자대로 배치된다.

## 대한민국 국군의 방공포병 연혁
- 1950년 6월 29일: 미국 제507고사포대대 1개소대(M55 4문) 수원비행장 배치/최초 임무수행
- 1954년 1월 11일: 한국군 최초 고사포대대 창설(제505자동화기 고사포대대)
- 1955년 8월 22일: 육군 제1고사포여단 창설
- 1964년 4월: 호크대대 창설(미 군사고문단의 한국계 미군 장교 김영옥 대령의 건의)
- 1965년 6월  나이키대대 창설
- 1966년 6월 14일: 육군 제1방공포병여단으로 개편
- 1972년 12월 1일: 육군 방공포병사령부 창설(2개 여단), 육군 제2방공포병여단 창설
- 1975년 9월: 수경사 제10방공포병단 창설
- 1977년 10월 1일: 육군방공포병학교 창설
- 1986년 12월 1일: 육군 제3방공포병여단 창설
- 1988년 11월 1일: 공군 제88전대 창설(공군작전사 예하)
- 1991년 7월 1일: 육군에서 공군으로 전군하면서 제88전대 해체, 공군 방공포병사령부로 개편
- 2001년 4월 1일: 육군방공학교 개편/부대이전
- 2002년 9월 3일: 육군 방공병과 재창설
- 2008년 11월 28일 공군 패트리어트(PAC-2) 도입
- 2013년 6월 11일: 공군방공포병사령부를 공군방공유도탄사령부로 명칭 변경
- 2022년 4월 1일: 공군방공유도탄사령부를 공군미사일방어사령부로 명칭 변경

## 같이 보기
- 공군미사일방어사령부